# Fundação Universitária para o Vestibular
A Fundação Universitária para o Vestibular, mais conhecida pela sua sigla FUVEST, é uma fundação brasileira de direito privado ligada à Universidade de São Paulo (USP), fundada em 1976 na capital paulista, cujo objetivo principal é a realização dos exames vestibulares para admissão a essa instituição.
A FUVEST organiza o Vestibular da USP, processos seletivos de ingresso na graduação e pós-graduação na instituição e concursos para servidores da universidade. O seu principal certame o Vestibular da USP ou Concurso Vestibular FUVEST é realizado em duas fases, é atualmente o segundo maior vestibular do país, somente atrás do Exame Nacional do Ensino Médio (ENEM) organizado pelo INEP.

## Antecedentes
Como os exames de admissão tornaram-se o meio preponderante de ingresso ao ensino superior no Brasil, esse tipo de seleção evoluiu para os chamados vestibulares. O aumento da demanda na disputa pelas vagas nas universidades públicas e a necessidade de organizá-lo melhor estimularam a criação de fundações específicas para realizar as provas. Dessa forma, foram criados as fundações Cescea (responsável por exames para área de humanas), Cescem (que organizava a seleção dos candidatos para as escolas médicas) e Mapofei (responsável pelos vestibulares de exatas) como exames unificados para diversas universidades privadas e públicas do Estado de São Paulo, entre as quais a USP.
Durante a década de 1970, uma proposta de organizar seu próprio vestibular para influenciar e controlar melhor o processo de seleção dos seus estudantes ganhou cada vez mais força entre o corpo docente da USP. Em 20 de abril de 1976, o Conselho Universitário da instituição aprovou a criação da Fundação Universitária para o Vestibular, a Fuvest, e posteriormente se iniciou a preparação o primeiro vestibular de 1977.

## História

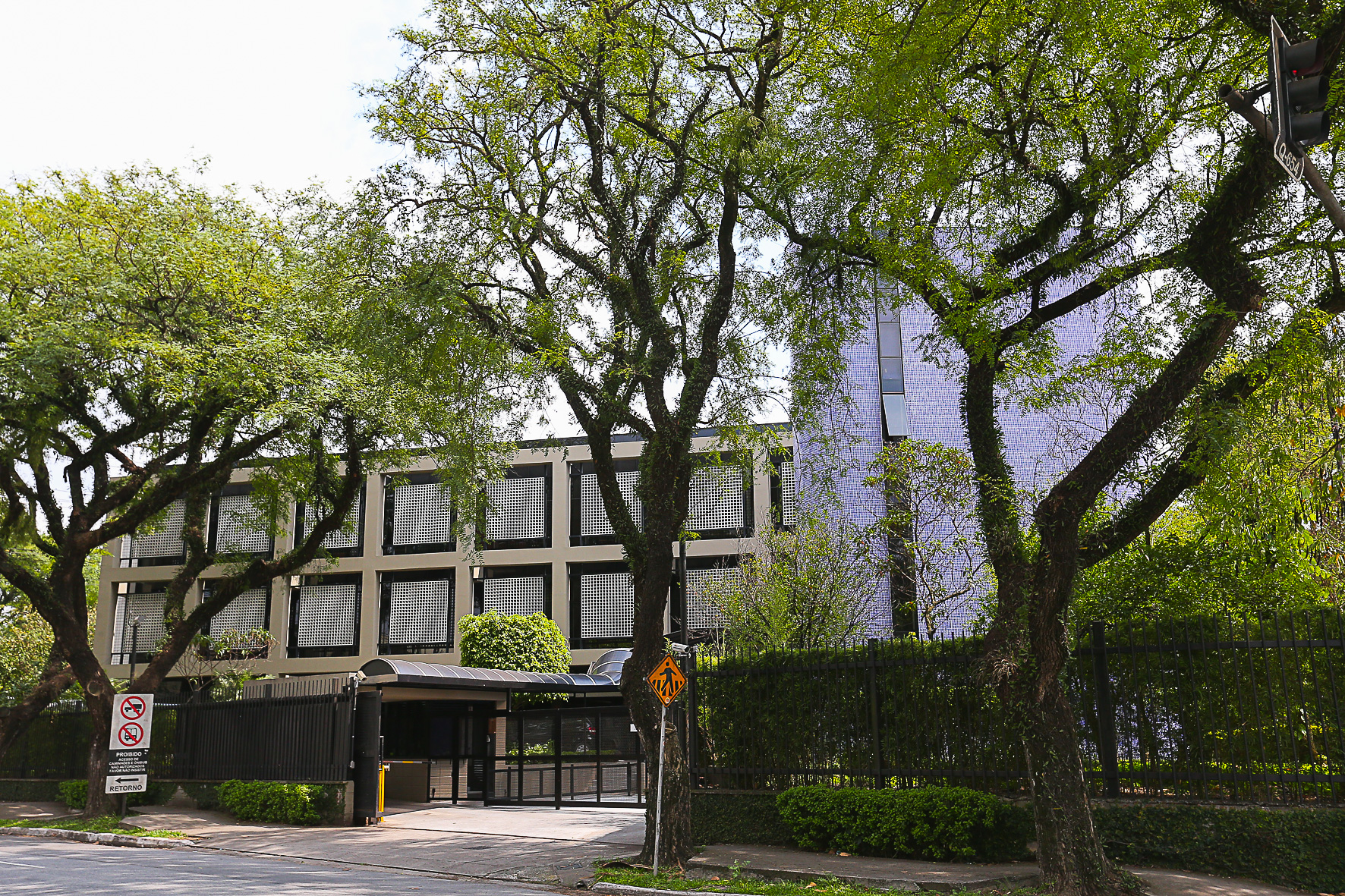
Fachada do Prédio da Fuvest

O primeiro vestibular da Fuvest ocorreu em 19 de janeiro de 1977. Uma grande tempestade na noite da véspera do exame deixou São Paulo com vários pontos da cidade de inundação e bairros alagados no dia seguinte, sendo que a prova estava marcada para as 8 horas e tinha uma tolerância de 15 minutos de atraso. Devido a situação extraordinária, a coordenação da Fuvest permitiu a entrada de candidatos retardatários até as 11:15, mas esse prazo foi estendido até o início da tarde para alunos resgatados por helicópteros e enviados para o aeroporto Campo de Marte, onde dois hangares foram excepcionalmente utilizados para a realização do exame.
Ao longo de sua história, o vestibular da Fuvest passou por diversas mudanças. Na primeira metade da década de 1990, foi abolida a exigência de uma nota mínima que algumas carreiras exigiam, pois isso fazia com que sobrassem vagas – como no exame de 1988, quando 15% das vagas não foram preenchidas, e também na prova de 1990, que obrigou a fundação a realizar um segundo vestibular para preencher as vagas remanescentes.
Para o vestibular de 1995, a Fuvest aumentou de 72 para 160 questões da primeira fase e esses pontos também passaram a contar na nota final. Nessa época, a primeira fase passou a ser realizada em dois dias distintos.
Em 2003, o número de questões da primeira fase foi reduzido para 100 e essa fase voltou a ser realiza em um único dia. Quatro anos depois, houve uma nova queda, desta vez para um total de 90 questões, mas com a manutenção do tempo máximo de cinco horas.
A partir do exame de 2010, a Fuvest passou a aceitar pela primeira vez inscrição via internet. Outra mudança foi que primeira fase tornou-se apenas classificatória para a segunda fase, ou seja, sua nota não seria contabilizada para a nota final, e a segunda fase exigiria todas as disciplinas básicas do ensino médio, independente da área pretendida pelo vestibulando.
Para o vestibular 2019, a Fuvest introduziu novidades como um sistema de reconhecimento facial dos candidatos para evitar fraudes e, pela primeira vez, um sistema de cotas, no qual 40% das vagas seriam destinadas a alunos oriundos de escola pública mais alunos de escola pública pretos, pardos e indígenas (PPI). Para o exame do vestibular seguinte, foram apresentadas provas impressas com figuras, mapas, gráficos coloridos.
O número de vagas destinadas às cotas subiu para 50% a partir do vestibular de 2021 da Fuvest.

## Formato do Concurso Vestibular

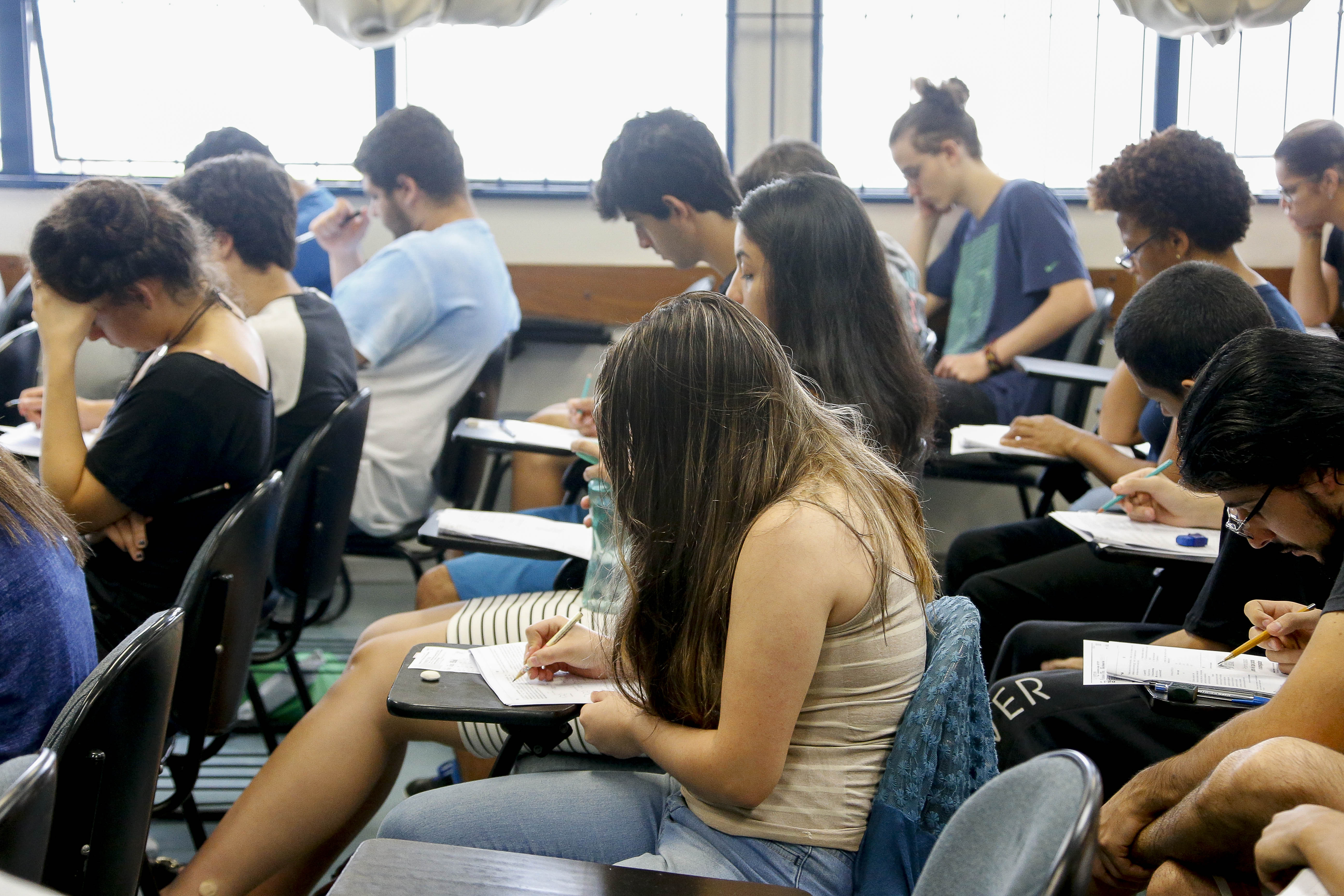
Candidatos realizam a primeira fase do exame em 2017.

Tradicionalmente, o exame da Fuvest tem sido realizado em duas fases.
A primeira fase, feita em um único dia, é constituída por 90 questões, sendo algumas interdisciplinares, de disciplinas obrigatórias do Ensino Médio (Biologia, Física, Geografia, História, Inglês, Matemática, Língua Portuguesa e Química), dispostas em modelo de múltipla escolha com cinco alternativas, das quais apenas uma é correta. Com duração máxima de cinco horas, esse exame tem sua nota utilizada tanto para a classificação dos candidatos habilitados para seguir para a segunda fase do vestibular, quanto para o cálculo da nota final. São convocados para a fase seguinte os candidatos mais bem classificados em número correspondente a 4 vezes o total de vagas da cada carreira e modalidade de concorrência.
A segunda fase, realizada em dois dias diferentes, é constituída por duas provas de natureza discursiva de conhecimentos específicos considerados obrigatórios para todos os candidatos promovidos a essa fase – o primeiro exame com 10 questões de Português (envolvendo compreensão e interpretação de textos, gramática e literatura) e uma redação, enquanto o segundo exame é composto por 12 questões de igual valor sobre duas a quatro disciplinas, a depender da carreira escolhida (se forem duas disciplinas, haverá seis questões para cada uma delas; se três disciplinas, quatro questões para cada uma; se quatro disciplinas, três questões para cada uma).
Algumas carreiras também exigem uma prova, de caráter eliminatório e classificatório, de Habilidades Específicas como parte integrante da segunda fase, conforme a carreira, que também vale 100 pontos, sendo parte integrante da segunda fase.
O vestibular conta com uma lista de obras de leitura obrigatória sobre as quais versam questões de literatura, interpretação de texto e interdisciplinares, tanto na primeira quanto na segunda fase.